# Подлисець
Подлисець (словен. Podlisec) — поселення в общині Требнє, регіон Південно-Східна Словенія, Словенія.